# Конвой ONS 5
ONS 5 был 5-м из пронумерованных торговых конвоев серии S (Outwards North Atlantic Slow — Северо-Атлантические, тихоходные, из Англии). Битва, разгоревшаяся за этот конвой в мае 1943 года, считается поворотным пунктом в битве за Атлантику во Второй Мировой войне. Бой шёл по нарастающей в течение нескольких дней, было задействовано более 50 кораблей союзников и более 30 немецких подводных лодок. Обе стороны понесли тяжёлые потери. Однако для союзников это был последний конвой с большими потерями, в то время как потери атакующих возросли, что и стало отличительной особенностью всей дальнейшей кампании. Битва за конвой ONS 5 воспринимается как момент, когда тактическое и стратегическое преимущество перешло к союзникам, в германском Кригсмарине этот период известен как Чёрный май.

## Предпосылка событий
Конвой ONS 5 состоял из 43 кораблей и шёл из Ливерпуля в Галифакс. Корабли конвоя составляли либо суда с балластом, либо торговые суда с грузом и товарами. Конвой должен был покинуть Ливерпуль 21 апреля 1943 года и прибыть в Галифакс на три недели позже, 12 мая. Он находился под командованием капитана 1 ранга (в резерве) Дж. К. Брука, служившего в качестве коммодора, находившегося во время пути следования конвоя со своими связистами на норвежском судне Рена. Должность коммодора была введена для связующего звена между командиром эскорта и капитанами торговых судов. Эскорт был представлен группой В-7 (B означает «британский»; эксортные группы состоящие из кораблей США начинались с буквы A, канадских — C), 7 кораблей под командованием капитана 2 ранга П. Греттона, флагманом которого был эсминец HMS Duncan. Также в группе были эсминец HMS Vidette, фрегат HMS Tay, и корветы HMS Sunflower, HMS Snowflake, HMS Loosestrife и HMS Pink. В группе также находились 2 траулера Northern Gem и Northern Spray в качестве спасательных кораблей и танкер British Lady для дозаправки. Когда разгорелось сражение, к конвою присоединились и другие эскортные силы поддержки (3-я и 1-я группа поддержки).
ONS 5 был простым союзническим океаническим конвоем в конце апреля, кому же на западных подступах находился ON 180, уже покидающий этот район, и конвой HX 234, только прибывающий в этот район. На подходе к Америке были ONS 4 и ON 179, выходящим был SC 127. Два других восточных конвоя, HX 235 и HX 236, находились сейчас в середине Атлантики, следуя южным путём. Вместе, эти конвои, составляли порядка 350 судов находящихся в движении в Северной Атлантике в то время.
Против этих конвоев было развёрнуто 58 подводных лодок в три линии; группа Шпехт с 17 лодками находилась к югу от Гренландии на западной стороне «Воздушного зазора» (зона отсутствия авиационного прикрытия); группа Мейзе с 30 лодками к востоку от Гренландии перекрывала Северный маршрут, и группа Амсель с 11 лодками, к югу от Мейзе, охватывающих Южный маршрут.
Мейзе был развёрнут для поимки SC 127, который были выявлен немецкой службой радиоперехвата и дешифровки B-Dienst, но 26 апреля SC 127 проскользнул через брешь в линии и прошёл незамеченными. Осознав что произошло 27 апреля, зная, что будет проходить ещё медленный западный конвой, Мейзе был перегруппирован; самые восточные 16 лодок образовали патрульную группу Штар, чтобы перехватить его. В 8 утра 28 апреля U-650 заметила ONS 5, и группа Штар начала собираться для атаки.

## Привлечённые силы
ONS 5 состоял из 42 грузовых судов и 16 кораблей эскорта (хотя не все присутствовали одновременно); 13 кораблей погибли в ходе 7 дней.
Волчьи стаи Штар и Финке составляли 43 подводные лодки (хотя опять же, не все участвовали в битве одновременно); 6 из них было потеряно.

## Сражение
Торговые суда, вышедшие из Ливерпуля 21 апреля 1943 года, встретили конвой группы В-7 в 14:00 22-го, колонны выстроились при сильном ветре и волнении моря. В 22:00, польское грузовое судно Модлин было вынуждено повернуть назад, у него начались проблемы с двигателем. Слежение за оставшимися кораблями становилось всё труднее, так как 23 апреля погода ухудшилась.

### 24 апреля
В 16:55 24-го, при умеренном шторме, B-17C 206-й эскадрильи RAF базирующейся на Бенебкуле, сбросил шесть глубинных бомб на всплывшую подводную лодку. Менее, чем через час B-17D обнаружил U-710 на поверхности и потопил её ещё одной серией глубинных бомб, поскольку подводная лодка попыталась отбиваться, а не погружаться. U-710 был всего в 10 милях впереди конвоя, хотя, вероятно, не подозревая о его близости.

### 25-27 апреля
Фрахтовщики Борнхольм и Беркел столкнулись вечером 25-го при в условиях шторма, что привело к снижению скорости конвоя до двух или трёх узлов. На Борнхольме началась течь и он оставил конвой 26-го в попытке достичь Исландии. HMS Vidette присоединился к конвою вместе с тремя торговыми суднами из Исландии вечером 26-го. Судно Пенхейл во время бури отстал, и за ним отправили траулер Northern Spray, однако транспорт отстал так сильно, что ему было приказано следовать в Исландию, а траулеру возвращаться обратно в конвой. В полдень 26-го числа Кригсмарине сменило шифры применяемые для передачи инструкции на подводные лодки. Союзные спецслужбы были не в состоянии расшифровать сообщения передач до полудня 5 мая. Погода улучшилась достаточно для того, чтобы HMS Duncan, HMS Vidette и HMS Loosestrife смогли осуществить заправку от танкера British Lady 27-го, а спасательные буксиры из Исландии в тот вечер спасли Борнхольм.

### Битва 28-29 апреля
28 апреля ONS 5 натолкнулся на линию патрулирования группы Штар и был замечен в 09:00 на U-650. U-650 удерживала контакт несмотря на то, что вынуждена была трижды погружаться, чтобы избежать самолётов в 10:14, 11:50 и 15:18. С наступлением темноты к U-650 присоединились U-375, U-386, U-528 и U-537. Сообщения подводных лодок о контакте с конвоем оповестили Греттона о присутствии подлодок противника слева и сзади по курсу конвоя. HMS Duncan и HMS Tay провели безуспешную глубинную атаку после обнаружения подводной лодки по левому борту в 18:30.
Греттон установил энергичную оборону поскольку подводные лодки обычно атаковали после наступления темноты. В 20:00 HMS Sunflower обнаружил радиолокационный контакт в 3800 ярдах (3,5 км), после потери радарного контакта установил неустойчивый ASDIC контакт и сбросил две глубинные бомбы. В 22:45 HMS Duncan обнаружил радиолокационный контакт на 3500 ярдов (3,2 км), после потери радиолокационного контакта, установил гидролокационный контакт в 1500 ярдах (1,4 км), потерял связь на расстоянии 1100 ярдов (1,0 км), и сбросил одну глубинную бомбу. По возвращении в строй HMS Duncan установил радиолокационный контакт на 2300 ярдах (2,1 км), затем визуальный контакт с подводной лодкой, которая погрузилась на расстоянии 1100 ярдов (1,0 км) и появилась на гидролокаторе в 500 ярдах (460 м). HMS Duncan сбросил серию из десяти глубинных бомб и, при развороте на повторный заход, получил ещё один радиолокационный контакт. Радарный контакт пропал на дальности около 3000 ярдов (2,7 км). HMS Duncan не смог установить гидролокационный контакт, но сбросил одну глубинную бомбу в месте предполагаемого погружения подлодки прежде чем получить ещё один радиолокационный контакт на 4000 ярдах (3,7 км). Когда HMS Duncan подошёл близко, подводная лодка погрузилась на расстоянии 1500 ярдов (1,4 км). HMS Duncan получил хороший гидролокационный контакт и сбросил серию из десяти глубинных бомб. Ещё две глубинные бомбы были сброшены, когда слабый гидролокационный контакт повторился в 00:45. В 01:32 HMS Snowflake обнаружил гидролокационный контакт, U-532 был обнаружена визуально и по РЛС на дальности 1300 ярдов (1,2 км). U-532 запустила шесть торпед. Самая близкая прошла мимо HMS Snowflake примерно в 20 ярдах (18 м). После этого U-532 погрузилась, HMS Snowflake сбросил три глубинные бомбы по первоначальному гидролокационному контакту, и десять глубинных бомб, когда контакт был восстановлен на 2000 ярдах (1,8 км). HMS Snowflake восстановил гидролокационный контакт на расстоянии 1400 ярдов (1,3 км) и сбросил ещё одну серию из десяти глубинных бомб. Вскоре HMS Tay сбросил глубинные бомбы на хороший гидролокационный контакт обнаруженный за кормой конвоя. U-532 вернулся на базу для ремонта повреждения полученного глубинными бомбами . U-386 и U-528 также были повреждены из-за этих атак и вынуждены были вернуться на базу. U-386 благополучно прибыл в Сен-Назер 11 мая, но U-528 была атакована в Бискайском заливе и потоплена самолётами в тот же день.
U-258 и U-650 поддерживали контакт c конвоем всю ночь, U-258 погрузилась вперёд конвоя и дала ему над собой пройти на рассвете 29-го. Когда конвой прошёл над головой, в 05:30, U-258 всплыла на перископную глубину и выпустили две торпеды в McKeesport. После того, как одна торпеда попала в McKeesport по правому борту, Northern Gem , обнаружил U-258 и сбросил три глубинные бомбы. HMS Snowflake сбросил одину глубинную бомбу на сомнительных гидролокационный контакт в 06:05 и ещё две глубинные бомбы в 06:15 после того как контакт был найден на расстоянии 1200 ярдах (1,1 км). McKeesport был покинут экипажем и потоплен кораблями эскорта для предотвращения обнаружению секретных документов германской разведкой. Northern Gem спасли всех, кроме одного человека. U-258 также была повреждена, и была вынуждена вернуться на базу. Адмиралтейство отправило подкрепления для дополнительной защиты ONS 5 в ответ на эту битву. HMS Oribi был отозван от конвоя SC 127, эсминцы HMS Penn, HMS Panther, HMS Impulsive, и HMS Offa 3-й группы поддержки под командованием капитана 1 ранга Дж. М. МаКкоя, отплыл от Ньюфаундленда. Погода резко испортилась, и конвой поплыл в сильнейший шторм вечером 29-го. Около 17:00 HMS Sunflower была накрыт огромной волной, которая наполнила воронье гнездо водой. HMS Oribi замедлился до 11 узлов штормом, но присоединился к конвою в 23:00 когда HMS Tay атаковал подводную лодку за кормой. В 23:12 HMS Duncan получил гидролокационный контакт в 1100 ярдах (1.0 км), оба, HMS Duncan и HMS Snowflake сбросили глубинные бомбы, чтобы отпугнуть подводные лодки.

### 30 апреля
ONS 5 давал меньше, чем 3 узла скорости из-за десятибалльного шторма. Колонна начала рассыпаться, некоторые корабли относило на 30 миль от конвоя, и конвоиры были заняты отловом отстающих. HMS Oribi смог заправиться от танкера конвоя когда буря утихла ненадолго, на 30 минут, пока погода снова сделала дозаправку невозможной, у нескольких эсминцев осталось очень мало топлива, чтобы была возможность сопровождать конвой. В 23:05 HMS Snowflake обнаружил радиолокационный контакт в 3300 ярдах (3,0 км) и сбрасывает одну глубинную бомбу после погружения подводной лодки, которая осветилась при применении осветительного заряда. Эскорт сбросил ещё несколько случайных глубинных бомб до рассвета, и Адмирал Дёниц отменил погоню вечером 1 мая.

### Перегруппировка 1-3 Мая
1 мая Дёниц приказал лодкам Штар и Шпехт объединиться с некоторыми новичками, чтобы сформировать новую патрульную линию к западу. Это были лодки группа Финке, который находилась 3 мая в количестве 27 лодок, и которой было поставлена задача перехвата конвоя SC 128 в западном направлении. 3-я группа поддержки эсминцев присоединились к конвою в 01:00 2 мая, но количество топлива на борту эсминца становилось всё меньше, а погода и частые корректировки курса, чтобы избежать айсбергов, не позволяли заправку. В 14:00 3-го Греттон был вынужден отправиться на HMS Duncan в Сент-Джонс на экономичной скорости (8 узлов), он прибыл туда только с 4 процентами оставшегося топлива. В отсутствия Греттона командование на себя принял капитан-лейтенант Р. Э. Шервуд, командующий фрегатом HMS Tay. Гидролокатор на борт Tay был сломан, а починка его не увенчались успехом в то время, как Шервуд вступил в командование конвоем группы. HMS Impulsive также отправился в Исландию в 19:00 3 мая вместе с Northern Gem уносящего спасённых с McKeesport, в то время как HMS Penn и HMS Panther отправились в Ньюфаундленд в 06:00 4 мая.

### 4 мая
4 мая плохая погода прекратился и ONS 5 мог развивать до 6 узлов, хотя и сократилось до 30 кораблей и 7 сопровождающих. Остальные были рассеяны и принимали решения самостоятельно, в том числе группа из четырёх кораблей сопровождаемая корветом HMS Pink, отставая примерно на 80 миль позади основного конвоя. 1-я группа поддержки отплыл из Ньюфаундленда в полдень в составе фрегатов HMS Wear, HMS Jed, HMS Spey и шлюпов HMS Pelican и HMS Sennen для замены HMS Oribi и HMS Offa, остаток топлива в которых могло бы стать критическим на 5 число. U-628 группы Финке, собранной поймать конвой SC 128, замечен конвой ONS 5 в 20:18. Два судна группы Финке были атакованы самолётами RCAF Каталиной в отдельных случаях. Предполагали что U-630 был потоплен; но теперь полагают что это были U-209, которая был поврежден в результате нападения Кэнсо W, и уничтоженной позже при попытке вернуться на базу. Другая, U-438, была только повреждена в результате нападений Кэнсо E.
В 22:20 HMS Vidette обнаружил U-514 на радаре
в 3600 ярдах (3,3 км) и приблизился к U-514 пока она не нырнул, когда расстояние уменьшилось до 900 ярдов (820 м). HMS Vidette сбросил на U-514 серию из 14 глубинных бомб и причинил ущерба, который вывел U-514 из боя до 7 мая. North Britain находился в 6 миль (9.7 км) за кормой конвоя, и затонул в течение двух минут, будучи торпедирован U-707 в 22:37. HMS Vidette обнаружил U-662 на радар в 3600 ярдах (3,3 км), и, после потери контакта, обнаружил U-732 в 1000 ярдов (910 м) от себя. Боевую рубку ещё был виден на расстоянии 80 ярдов (73 м), и серия из 14 глубинных бомб упали рядом с подводной лодкой, от причинённого ущерба U-732 потребовалось возвращения на базу.

### 5 мая
U-264 и U-628 были выпущены пять торпед вскоре после полуночи. В Harbury попали в 00:46, в Harperly было попадание двух торпед в 01:04, в West Maximus попала одна торпеда в 01:03, другая в 01:10 и 01:35 третья. Обе подводные лодки претендовали на эти три корабля, но современные историки засчитывают первое грузовое судно за U-628 и другие двух за U-264. Одна из торпед прошла в 125 ярдах (114 м) от HMS Snowflake. В 01:22 HMS Snowflake получила радиолокационный контакт, а Oribi выпустила по этому месту пару осветительных зарядов, оба корабля сбросили глубинные бомбы. Стрельба заставила U-264 нырнуть, а глубинные бомбы вынудили U-270 возвращаться на базу. U-358 торпедировал Bristol City в 02:25, и Wentworth в 02:30. На рассвете судно Lorient пропало. Нет свидетелей его уничтожения, нет и выживших с этого судна. Прежде чем U-125 был потоплен, она направила радио сообщение о тонущем одиночном пароходе, в связи с чем современные историки предполагают, что Lorient, отставший от конвоя, и был торпедирован U-125.
Northern Spray подобрал 143 выживших с потопленных North Britain, Harbury, Harperly и West Maximus в 07:00 и был отправлен доставить спасённых людей на Ньюфаундленд. Loosestrife взял на себя роль спасательного судна и подобрали выживших с Bristol City и Wentworth. В 10:57 HMS Oribi увидел всплытие подводных лодок в 7 милях (11 км) от себя. U-223, U-231, U-621, и U-634 нырнул как только HMS Oribi подошёл к ним. HMS Oribi сбросил 14 глубинных бомб после погружения лодок. U-638 торпедирован Dolius в 12:40. HMS Sunflower получил гидролокационный контакт в 1200 ярдах (1,1 км), в течение нескольких минут он уничтожил U-638 серией из десяти глубинных бомб, прежде чем отправился спасать выживших с Dolius. Корабли HMS Tay, HMS Oribi, и HMS Offa заправился от конвойных танкеров во второй половине дня. Суда Selvistan, Gharinda, и Bondeпопали под залп из четырёх торпед с U-266 в течение нескольких минут около 19:50. Selvistan и Bonde затонул в течение двух минут. HMS Tay спас выживших с этих трёх кораблей во то время как HMS Offa предпринял глубинную атаку повредив U-266, которая была потоплена самолётами 15 мая при попытке добраться до базы для ремонта.
В полдень, HMS Pink под командованием лейтенанта Аткинсона получил гидролокационный контакт в 2200 ярдах (2,0 км) впереди своего небольшого сопровождаемого конвоя и отправился проверить его. HMS Pink потратил 90 минут, сделав пять глубинных атак бомбами и атаку бомбомётом Хеджхог. HMS Pink после войны записали уничтожение U-192, но позже при анализе выяснилось что это U-358, которая благополучно вернулась на базу не получив повреждений. U-584 торпедировала West Makadet пока HMS Pink атаковал U-358. HMS Pink вернулся и спас выживших с этого судна.

### Ночь с 5-6 мая
Поздно вечером 5 мая с наступлением темноты Tay насчитал семь подводных лодок впереди следования конвоя, но ONS 5 вошёл в туман образуемый там, где тёплый Гольфстрим встречается с холодным лабрадорским течением недалеко от Большой Ньюфаундлендской банки. Видимость сократилась до 1 мили (1.6 км) в 22:02 и на 100 ярдов (91 м) в 01:00. Здесь получили преимущество уже эскортные корабли, которые могли обнаруживать лодки с помощью усовершенствованного радара модели 271М, излучение которого не обнаруживалось приёмниками «Метокс», установленными на немецких лодках. Многие подводные лодки участвовавшие этой ночью в битве не вернулся на базу подавать свои отчёты, поэтому историки до сих пор борются, чтобы соотнести индивидуальные доклады десятки кораблей, описывающих кратко не менее 24 попытки атак с 5 на 6 мая.
В 23:09 HMS Vidette обнаружил радиолокационный контакт в 5100 ярдах (4,7 км), второй контакт был обнаружен после пропажи первого. HMS Vidette сбросил серию из десяти глубинных бомб на подводную лодку которая погрузилась в 700 ярдах (640 м) вперёд, а потом сбросил серию из пяти глубинных бомб на второй контакт, которой стал виден в 900 ярдах (820 м). Историки предполагают, что первой атакой уничтожена U-531.
В 00:30 HMS Loosestrife получил радиолокационный контакт в 5200 ярдах (4,8 км). Подлодка повернулась, когда расстояние достиг 500 ярдов (460 м) и выпустил две торпеды в HMS Loosestrife из кормового аппарата во время погружения. HMS Loosestrife серию из десяти глубинных бомб, когда подводная лодка погрузилась. Сообщается, что наблюдали разлив нефти и мусор, которое, как полагают, были вызвано уничтожением U-192.
В 02:52 HMS Oribi столкнулся с U-125 увидев её на расстоянии 200 ярдов (180 м) при гидролокационной разведке, но потерял контакт после того, как обстрелял её и протаранил. Во время гидролокационной разведки HMS Snowflake обнаружил U-125 на радаре в 03:54, наблюдал тяжёлую повреждения боевой рубки в свете прожектора на расстоянии 100 ярдов (91 м), наблюдал экипаж готовый покинуть корабль. Из эскорта поступил приказ продолжать защиту и патрулирование вокруг конвоя вместо попытки спасения экипажа подводной лодки. Так же предполагается, что эта подлодка потопила Lorient.
В 04:06 HMS Vidette получил гидролокационный контакт на 800 ярдах (730 м), и выстрелил из Хеджхога, что вызвало два взрыва на глубине. Историки предполагают, что эта атака уничтожила U-630.
В 04:43 HMS Sunflower получил гидролокационный контакт в 1200 (1,1 км) и через некоторое время всплыла подлодка. HMS Sunflower таранил U-533 и сбросил две глубинные бомбы, когда U-533 попыталась нырнуть. Однако лодка уцелела и после некоторого ремонта возобновила патрулирование.
В 05:52 шлюп HMS Pelican ведущий 1-й группу поддержки прибыл к потрёпанному конвою и занял позицию сбоку, когда обнаружил радиолокационный контакта в 5300 ярдах (4,8 км). HMS Pelican установили визуальный контакт на 300 ярдов (270 м), сбросил серию из десяти глубинных бомб туда, куда подводная лодка погрузилась, следом сбросил вторую серию из девяти глубинных бомб после восстановления контакта. Историки предполагают, что этими атаками уничтожена U-438.
Группа Финке больше не могла атаковать, так как это грозило ещё большими потерями в случае продолжения. Осознав всю сложившуюся ситуацию, Дёниц отменил операцию 6 мая и приказал группе Финке возвращаться на базу.

## Результаты
В течение недели конвой ONS 5 подвергся нападению более 40 подводных лодок. Потеряв 13 судов общим водоизмещением 63,000 тонн, эскорт уничтожил 6 подводных лодок и нанёс серьёзный ущерб ещё 7 лодкам.
Эта битва показала, что корабли эскорта освоили искусство защиты конвоя, отныне они смогут не только защищать своих подопечных и отбивать атаки, но и наносить значительный урон врагу.
Сражение за ONS 5 стало поворотным пунктом в битве за Атлантику. Следом за ним немецкие подводные лодки потерпели целый ряд поражений от союзников с тяжёлыми потерями; этот период станет известен как Чёрный май. В результате Дёниц был вынужден отвести свои силы с поля боя в Северной Атлантике.
Официальный историк Стивен Роскилл прокомментировал это событие так: "Это семидневное сражение против тридцати подводных лодок не получило запоминающегося имени, потому что место его отмечено только широтой и долготой; но это было по-своему решающее сражение, такое же как битвы в заливе Киберон или дельте Нила "

## Потери

### Потери кораблей союзников
| Дата           | Название судна | Страна   | Потери | Тоннаж | Кем потоплен |
| -------------- | -------------- | -------- | ------ | ------ | ------------ |
| 29 Апрель 1943 | McKeesport     | США      | 1      | 6,198  | U-258        |
| 4 Мая 1943     | Lorient        | Британия | 46     | 4,737  | U-125        |
| 4 Мая 1943     | North Britain  | Британия | 29+    | 4,635  | U-707        |
| 5 Мая 1943     | Harbury        | Британия | 7      | 5,081  | U-628        |
| 5 Мая 1943     | West Maximus   | США      | 5      | 5,561  | U-264        |
| 5 Мая 1943     | Harperley      | Британия | 11     | 4,586  | U-264        |
| 5 Мая 1943     | Bristol City   | Британия | 15     | 2,864  | U-358        |
| 5 Мая 1943     | Wentworth      | Британия | 5      | 5,212  | U-358        |
| 5 Мая 1943     | Dolius         | Британия | 4      | 5,507  | U-638        |
| 5 Мая 1943     | West Makadet   | США      | 0      | 5,565  | U-584        |
| 5 Мая 1943     | Selvistan      | Британия | 6      | 5,136  | U-266        |
| 5 Мая 1943     | Gharinda       | Британия | 0      | 5,306  | U-266        |
| 5 Мая 1943     | Bonde          | Норвегия | 5      | 1,570  | U-266        |

### Потери подводных лодок
| Дата       | Номер субмарины | Модель | Командир         | Экипаж | Кем потоплена              |
| ---------- | --------------- | ------ | ---------------- | ------ | -------------------------- |
| 4 Мая 1943 | U-209           | VIIC   | Heinrich Brodda  | 46     | Каталина 5 эскадрилии RCAF |
| 5 Мая 1943 | U-638           | VIIC   | Oskar Staudinger | 44     | HMS Sunflower              |
| 5 Мая 1943 | U-531           | IXC/40 | Herbert Neckel   | 54     | HMS Vidette                |
| 6 Мая 1943 | U-192           | IXC/40 | Werner Happe     | 55     | HMS Loosestrife            |
| 6 Мая 1943 | U-125           | IXC    | Ulrich Folkers   | 54     | HMS Oribi, HMS Snowflake   |
| 6 Мая 1943 | U-630           | VIIC   | Werner Winkler   | 47     | HMS Vidette                |
| 6 Мая 1943 | U-438           | VIIC   | Heinrich Hensohn | 48     | HMS Pelican                |

## Список литературы
- Michael Gannon : Black May (1998). ISBN 1-85410-588-4
- Peter Gretton : Convoy Escort Commander (1964). ISBN (none)
- Arnold Hague : The Allied Convoy System 1939—1945 (2000). ISBN 1-55125-033-0 (Canada); ISBN 1-86176-147-3 (UK).
- .Paul Kemp : U-Boats Destroyed (1997) . ISBN 1-85409-515-3
- Axel Neistle : German U-Boat Losses during World War II (1998). ISBN 1-85367-352-8
- Stephen Roskill : The War at Sea 1939—1945 Vol II (1956). ISBN (none)
- Ronald Seth : The Fiercest Battle (1961). ISBN (none)
- Dan van der Vat : The Atlantic Campaign (1988).ISBN 0-340-37751-8